# Monolistra spinosissima
Monolistra spinosissima é uma espécie de crustáceo da família Sphaeromatidae.
É endémica da Eslovénia.